# Anomis innocua
Anomis innocua är en fjärilsart som beskrevs av William Schaus 1911. Anomis innocua ingår i släktet Anomis och familjen nattflyn. Inga underarter finns listade i Catalogue of Life.